# Lepidochrysops ruthica
Lepidochrysops ruthica är en fjärilsart som beskrevs av Terence Dale Pennington 1954. Lepidochrysops ruthica ingår i släktet Lepidochrysops och familjen juvelvingar. Inga underarter finns listade i Catalogue of Life.